# シビーユ・ド・ボージェ

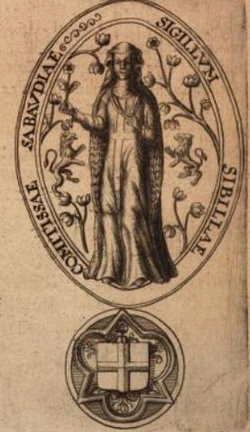
シビーユのシール

シビーユ・ド・ボージェまたはバジェ（フランス語：Sibylle de Baugé (Bâgé), 1255年 - 1294年5月27日）は、ブレス女領主。サヴォイア伯アメデーオ5世と結婚し、ブレス領を持参金としてサヴォイアにもたらした。

## 生涯
シビーユはボージェ（現在のバジェ＝ル＝シャテル）およびブレス領主ギー2世・ド・ボージェとドーフィネ・ド・サン＝ボネの一人娘である。父ギー2世が1255年4月5日に死去するときにまだ生まれていない子供にすべての領地を遺贈するとしたことから、シビーユの生年は1255年であることがわかる。
シビーユは1272年に17歳でサヴォイア伯アメデーオ5世と結婚した。結婚式は1272年7月5日にシヨン城で行われた。2人の間には、サヴォイア伯位を継承した2男を含む7子または8子が生まれた。
- ボーナ（1275年頃 - 1294/1300年） - 1280年にヴィエノワのドーファン・ジャン1世と結婚したが[9]、この結婚は完遂されなかった。1282年にモンボゾン領主ユーグ（ブルゴーニュ女伯アリックスの息子）と再婚[7]。
- エレオノーラ（1279年頃 - 1324年） - 1292年にオセール伯およびトネール伯ギヨーム・ド・シャロンと結婚、1305年にドルー4世・ド・メロ（1311年没）と再婚、1311年にフォレ伯ジャン1世と再々婚[7]。
- ジョヴァンニ（1284年[7]/1294年[5]没）
- ベアトリーチェ（1291年 - 1294年） - 1291年にジュネーヴ伯ギヨーム3世と婚約。ギヨーム3世は最終的にベアトリーチェの妹アニェーゼと結婚した[10]。
- エドアルド（1284年 - 1329年） - サヴォイア伯[7]
- マルグリット（1349年没） - モンフェッラート侯グリエルモ1世と結婚
- アニェーゼ（1286年 - 1322年） - 1297年8月31日にジュネーヴ伯ギヨーム3世と結婚[7][10]
- アイモーネ（1291年 - 1343年） - サヴォイア伯[7]

シビーユはボージェおよびブレスの女子相続人であり、アメデーオ5世との結婚によりブレスを持参金としてもたらした。ブレスはサヴォイア伯領に併合された。
この結婚と持参金は、アメデーオ5世の叔父サヴォイア伯フィリッポ1世が取り決めたことであった。フィリッポ1世がまだリヨン大司教であったころ、シビーユの祖父ルノー4世・ド・ボージェの子供たちの後見人となっていた。最初のフィリッポに対する「遺贈」は1266年にルノー4世の子供たち（シビーユの叔父および叔母）の名で行われ、残りの領地はシビーユの結婚によりサヴォイア伯領に併合された。
シビーユは1294年5月27日に死去し、同年6月4日にオートコンブ修道院の墓所に埋葬された。遺書により、シビーユはサヴォイア伯領内の修道院や教会にかなりの額を遺贈した。